# Estádio Municipal Pedro Maranhão
Estádio Municipal Pedro Maranhão – stadion piłkarski, w Açailândia, Maranhão, Brazylia, na którym swoje mecze rozgrywa klub Açailândia Futebol Clube.